# Tangfang, Jiangxi
Tangfang är en sockenhuvudort i Kina. Den ligger i provinsen Jiangxi, i den sydöstra delen av landet, omkring 240 kilometer söder om provinshuvudstaden Nanchang. Antalet invånare är 19 252. Befolkningen består av 9 007 kvinnor och 10 245 män. Barn under 15 år utgör 20,0 %, vuxna 15-64 år 72 %, och äldre över 65 år 6,0 %.
Runt Tangfang är det ganska tätbefolkat, med 179 invånare per kvadratkilometer. Närmaste större samhälle är Yiqian, 17,7 km väster om Tangfang. I omgivningarna runt Tangfang växer i huvudsak blandskog.
Genomsnittlig årsnederbörd är 2 306 millimeter. Den regnigaste månaden är maj, med i genomsnitt 371 mm nederbörd, och den torraste är oktober, med 23 mm nederbörd.